# کیپ شمالی (اتو)
کیپ شمالی (به لاتین: North Cape) یک منطقهٔ مسکونی در نیوزیلند است. کیپ شمالی --> متر بالاتر از سطح دریا واقع شده‌است.